# Giro di Campania 1931
Il Giro di Campania 1931, ottava edizione della corsa, si svolse dall'8 all'11 ottobre 1931 su un percorso di 837,7 km suddiviso in quattro tappe. Fu vinto dall'italiano Luigi Barral, che completò il percorso in 34h27'52" precedendo in classifica i connazionali Francesco Camusso ed Enrico Eboli.
Unica corsa a tappe del calendario professionistico italiano 1931 oltre al Giro d'Italia, fu organizzato dal periodico napoletano Mezzogiorno Sportivo diretto da Felice Scandone.

## Tappe
| Tappa  | Data       | Percorso             | km    | Vincitore di tappa | Leader cl. generale |
| ------ | ---------- | -------------------- | ----- | ------------------ | ------------------- |
| 1ª     | 8 ottobre  | Napoli > Benevento   | 227   | Mario Cipriani     | Mario Cipriani      |
| 2ª     | 9 ottobre  | Benevento > Avellino | 171   | Remo Bertoni       | Remo Bertoni        |
| 3ª     | 10 ottobre | Avellino > Salerno   | 205,4 | Remo Bertoni       | Remo Bertoni        |
| 4ª     | 11 ottobre | Salerno > Napoli     | 234,3 | Francesco Camusso  | Luigi Barral        |
| Totale | Totale     | Totale               | 837,7 |                    |                     |

## Squadre e corridori partecipanti
La prova fu aperta a ciclisti professionisti e indipendenti, tutti dovettero comunque iscriversi come isolati senza supporto dei rispettivi team. Numerosi i ciclisti di squadre di marca: tra questi Luigi Marchisio, Eugenio Gestri, Remo Bertoni e altri quattro della Legnano, Domenico Piemontesi, Michele Mara, Alfredo Bovet e altri due della Bianchi (i cinque diedero però forfait però prima del via), Luigi Giacobbe e Angelo Rinaldi della Maino, Francesco Camusso, Pio Caimmi e Michele Orecchia della Gloria; a questi si aggiunsero numerosi ciclisti indipendenti, tra cui Antonio Pesenti, Mario Cipriani, Ettore Meini, Battista e Marco Giuntelli. Tra i principali favoriti per la vittoria finale venivano citati Gestri (vincitore della Predappio-Roma), Marchisio, Giacobbe e Camusso (a podio al Giro d'Italia). Degli oltre 100 iscritti, 70 presero il via.

## Dettagli delle tappe

### 1ª tappa
- 8 ottobre: Napoli > Benevento – 227 km

Risultati
| Pos. | Corridore      | Squadra      | Tempo    |
| ---- | -------------- | ------------ | -------- |
| 1    | Mario Cipriani | A.C. Pratese | 8h14'08" |
| 2    | Ettore Meini   | C.S. Firenze | s.t.     |
| 3    | Eugenio Gestri | Legnano      | s.t.     |

| Pos. | Corridore      | Squadra      | Tempo    |
| ---- | -------------- | ------------ | -------- |
| 1    | Mario Cipriani | A.C. Pratese | 8h14'08" |
| 2    | Ettore Meini   | C.S. Firenze | s.t.     |
| 3    | Eugenio Gestri | Legnano      | s.t.     |

### 2ª tappa
- 9 ottobre: Benevento > Avellino – 172 km

Risultati
| Pos. | Corridore    | Squadra    | Tempo    |
| ---- | ------------ | ---------- | -------- |
| 1    | Remo Bertoni | Legnano    | 7h37'33" |
| 2    | Luigi Barral | S.C. Vigor | a 1"     |
| 3    | Enrico Eboli | -          | a 8"     |

| Pos. | Corridore    | Squadra    | Tempo     |
| ---- | ------------ | ---------- | --------- |
| 1    | Remo Bertoni | Legnano    | 15h51'41" |
| 2    | Luigi Barral | S.C. Vigor | a 1"      |
| 3    | Enrico Eboli | -          | a 8"      |

### 3ª tappa
- 10 ottobre: Avellino > Salerno – 205,4 km

Risultati
| Pos. | Corridore    | Squadra      | Tempo    |
| ---- | ------------ | ------------ | -------- |
| 1    | Remo Bertoni | Legnano      | 9h00'15" |
| 2    | Ettore Meini | C.S. Firenze | s.t.     |
| 3    | Luigi Barral | S.C. Vigor   | s.t.     |

| Pos. | Corridore    | Squadra    | Tempo     |
| ---- | ------------ | ---------- | --------- |
| 1    | Remo Bertoni | Legnano    | 24h51'56" |
| 2    | Luigi Barral | S.C. Vigor | a 1"      |
| 3    | ?            | ?          | ?         |

### 4ª tappa
- 11 ottobre: Salerno > Napoli – 234,3 km

Risultati
| Pos. | Corridore         | Squadra      | Tempo    |
| ---- | ----------------- | ------------ | -------- |
| 1    | Francesco Camusso | Gloria       | 9h35'33" |
| 2    | Luigi Barral      | S.C. Vigor   | a 3"     |
| 3    | Ettore Meini      | C.S. Firenze | a 19'00" |

| Pos. | Corridore         | Squadra    | Tempo     |
| ---- | ----------------- | ---------- | --------- |
| 1    | Luigi Barral      | S.C. Vigor | 34h27'52" |
| 2    | Francesco Camusso | Gloria     | a 2'38"   |
| 3    | Enrico Eboli      | -          | a 19'23"  |

## Classifiche finali

### Classifica generale
| Pos. | Corridore         | Squadra        | Tempo     |
| ---- | ----------------- | -------------- | --------- |
| 1    | Luigi Barral      | S.C. Vigor     | 34h27'52" |
| 2    | Francesco Camusso | Gloria         | a 2'38"   |
| 3    | Enrico Eboli      | -              | a 19'23"  |
| 4    | Alberto Temponi   | G.S. Cotonieri | a 20'33"  |
| 5    | Nicola Mammina    | -              | s.t.      |
| 6    | Angelo Nisci      | -              | a 22'10"  |
| 7    | Ettore Meini      | C.S. Firenze   | a 28'08"  |
| 8    | Aldo Canazza      | Legnano        | a 28'27"  |
| 9    | Domenico Puleo    | -              | a 29'00"  |
| 10   | Alberto Bellicoso | -              | a 29'16"  |